# Wolfgang Nowak (Politiker)
Wolfgang Nowak (* 7. Juni 1944 in Beuthen; † 4. Juni 2002 in Leipzig) war ein Politiker (CDUD, ab 1990 CDU) und von 1990 bis 2002 Mitglied des Sächsischen Landtages.

## Leben
Nach dem Abitur an der Erweiterten Oberschule im sächsischen Lichtenstein und einer Ausbildung als Dampflokschlosser in Engelsdorf bei Leipzig studierte er an der Hochschule für Verkehrswesen in Dresden Schienenfahrzeugtechnik. Er beendete das Studium 1969 mit dem Diplom. Nach einem Forschungsstudium wurde er am 13. April 1973 zum Dr.-Ing. promoviert und war von 1972 bis 1975 als wissenschaftlicher Mitarbeiter und von 1975 bis 1985 als Gruppenleiter am Zentralen Forschungsinstitut des Verkehrswesens (ZFIV) in Leipzig tätig. Von 1985 bis 1990 arbeitete er als Wissenschaftsbereichsleiter am Wissenschaftlich-Technischen Zentrum der Deutschen Reichsbahn und von 1990 bis 1993 als stellvertretender Leiter der Zentralstelle Güterverkehr der Deutschen Reichsbahn und Deutschen Bundesbahn in Leipzig. 
Nowak war römisch-katholisch und verheiratet mit Loni Nowak. Ihr Sohn Andreas (* 1975) ist seit 2014 Landtagsabgeordneter und verkehrspolitischer Sprecher der CDU-Landtagsfraktion. 
Wolfgang Nowak starb am 4. Juni 2002 nach langer schwerer Krankheit.

## Politik
Nowak trat 1972 der DDR-Blockpartei CDU bei. Er war im Orts- und Stadtbezirksverbandsvorstand Leipzig aktiv. Am 6. Mai 1990 wurde Wolfgang Nowak in den Stadtrat der Stadt Leipzig gewählt. Bei der Landtagswahl in Sachsen am 14. Oktober 1990 erhielt er in seinem Wahlkreis die meisten Stimmen und zog als direkt gewählter Abgeordneter in den 1. Sächsischen Landtag ein; ebenso nach den Wahlen 1994 und 1999. Im Sächsischen Landtag war er von 1990 bis zu seinem Tod Vorsitzender des Ausschusses für Wohnen, Bauen und Verkehr. Von 2001 bis 2002 war er stellvertretender Vorsitzender der CDU-Fraktion. Er gehörte dem Landtagspräsidium an.
Nowak versuchte, partei- und fraktionsintern den Übergang von Ministerpräsident Kurt Biedenkopf zu Georg Milbradt zu moderieren, was ihm nach Meinung von Vertretern beider Lager seinerzeit gelang. 